# Fisher Peak
Fisher Peak är en bergstopp i Antarktis. Den ligger i Västantarktis. Argentina, Chile och Storbritannien gör anspråk på området. Toppen på Fisher Peak är 1 100 meter över havet.
Terrängen runt Fisher Peak är varierad. Trakten är obefolkad. Det finns inga samhällen i närheten.